# Balee Ujong Rimba
Balee Ujong Rimba is een bestuurslaag in het regentschap Pidie van de provincie Atjeh, Indonesië. Balee Ujong Rimba telt 403 inwoners (volkstelling 2010).